# Кубок Сирії з футболу 2021—2022
Кубок Сирії з футболу 2021—2022 — 52-й розіграш кубкового футбольного турніру у Сирії. Титул володаря кубка вдесяте здобув клуб Аль-Іттіхад.

## Календар
| Раунд        | Дата                         | Матчі | Клуби   |
| ------------ | ---------------------------- | ----- | ------- |
| Перший раунд | 1-3 листопада 2021           | 11    | 61 → 50 |
| Другий раунд | 7-14 листопада 2021          | 18    | 50 → 32 |
| 1/16 фіналу  | 27 листопада - 1 грудня 2021 | 16    | 32 → 16 |
| 1/8 фіналу   | 18 лютого - 6 березня 2022   | 8     | 16 → 8  |
| 1/4 фіналу   | 1-2/5-6 серпня 2022          | 8     | 8 → 4   |
| 1/2 фіналу   | 9/13 серпня 2022             | 4     | 4 → 2   |
| Фінал        | 19 серпня 2022               | 1     | 2 → 1   |

## 1/8 фіналу
| Команда 1      | Рахунок      | Команда 2        |
| -------------- | ------------ | ---------------- |
| 18 лютого 2022 |              |                  |
| Аль-Іттіхад    | 1:0          | Ефрін            |
| Аль-Хорджелах  | 2:2 пен. 6:5 | Аль-Наваїр       |
| 19 лютого 2022 |              |                  |
| Аль-Карама     | 0:1          | Аль-Фотува       |
| 20 лютого 2022 |              |                  |
| Аль-Талія      | 0:0 пен. 2:3 | Аль-Вахда        |
| 25 лютого 2022 |              |                  |
| Тішрін         | 2:0          | Аль-Мухафаза (2) |
| Аль-Джаїш      | 4:0          | Аль-Шорта        |
| Аль-Ватба      | 1:0          | Джебла           |
| 6 березня 2022 |              |                  |
| Хуррія (2)     | 2:1          | Морк (2)         |

## 1/4 фіналу
| Команда 1       | Заг.         | Команда 2     | 1-й матч | 2-й матч |
| --------------- | ------------ | ------------- | -------- | -------- |
| 1/5 серпня 2022 |              |               |          |          |
| Тішрін          | 2:1          | Аль-Вахда     | 1:1      | 1:0      |
| 1/6 серпня 2022 |              |               |          |          |
| Хуррія (2)      | 0:6          | Аль-Іттіхад   | 0:3      | 0:3      |
| Аль-Фотува      | 0:0 пен. 2:4 | Аль-Ватба     | 0:0      | 0:0      |
| 2/6 серпня 2022 |              |               |          |          |
| Аль-Джаїш       | 6:0          | Аль-Хорджелах | 3:0      | 3:0      |

## 1/2 фіналу
| Команда 1        | Заг. | Команда 2   | 1-й матч | 2-й матч |
| ---------------- | ---- | ----------- | -------- | -------- |
| 9/13 серпня 2022 |      |             |          |          |
| Аль-Джаїш        | 1:1  | Аль-Іттіхад | 1:1      | 0:0      |
| Тішрін           | 2:4  | Аль-Ватба   | 0:2      | 2:2      |

## Фінал
| Команда 1      | Рахунок      | Команда 2 |
| -------------- | ------------ | --------- |
| 19 серпня 2022 |              |           |
| Аль-Іттіхад    | 0:0 пен. 4:3 | Аль-Ватба |